# La Thuile (Savoie)
La Thuile település Franciaországban, Savoie megyében. Lakosainak száma 348 fő (2022. január 1.). La Thuile Aillon-le-Jeune, Chignin, Cruet, Curienne, Montmélian, Puygros, Saint-Jean-de-la-Porte, Thoiry és Porte-de-Savoie községekkel határos.

## Népesség
A település népességének változása:
| Lakosok száma | 318  | 331  | 337  | 330  | 329  | 338  | 341  | 342  | 348  |
|               | 2013 | 2015 | 2016 | 2017 | 2018 | 2019 | 2020 | 2021 | 2022 |